# Pat Welsh
Pat Welsh (* 11. Februar 1915 in San Francisco, Kalifornien; † 26. Januar 1995 in Green Valley, Arizona) war eine US-amerikanische Schauspielerin.

## Leben und Karriere
Pat Welsh übernahm als junge Frau Sprechertätigkeiten beim Radio, unter anderem sprach sie Rollen in Radio-Seifenopern. 1940 hatte sie eine kleine Rolle im Spielfilm Ihr erster Mann neben Vivien Leigh, doch es blieb ihr einziger Auftritt vor der Kamera. Ihr Markenzeichen als Sprecherin im Radio war eine raue, besonders tiefe Stimme; wahrscheinlich Folge ihres jahrelangen Kettenrauchens.
Weltbekannt wurde Welsh schließlich als Sprecherin der Titelfigur in Steven Spielbergs Film E.T. – Der Außerirdische (1982). Sie hatte sich eigentlich von der Schauspielerei zurückgezogen, war dem an E.T. mitarbeitenden Tontechniker Ben Burtt mit ihrer markanten Stimme aber in einem Kameraladen aufgefallen, was letztlich zu ihrer Verpflichtung für die Rolle führte. Sie erhielt zunächst nur 380 US-Dollar für neuneinhalb Stunden Arbeit, erst nach dem Welterfolg bekam sie für ihre Arbeit einen Zuschlag. In George Lucas’ Die Rückkehr der Jedi-Ritter lieh Welsh im folgenden Jahr dem Kopfgeldjäger Boushh ihre Stimme. In den deutschen Filmfassungen wurden ihre Rollen jeweils von Paula Lepa gesprochen, die eine ähnlich tiefe Frauenstimme besaß.
Pat Welsh starb im Alter von 79 Jahren an einer Lungenentzündung und hinterließ ihren Ehemann Tom Welsh, mit dem sie seit 1941 verheiratet war. Ihr im Film E.T. gesprochener Satz „E.T. phone home.“ wurde vom American Film Institute auf Platz 15 der berühmtesten amerikanischen Filmzitate gewählt.